# Mohammad Sidique Khan
Mohammad Sidique Khan (20 de outubro de 1974 – 7 de julho de 2005) foi um homem bomba que participou dos atentados terroristas da al-Qaeda em Londres em 2005.

## Vida
Foi um terrorista paquistanês britânico e o mais velho dos quatro homens-bomba islâmicos e acredita-se ser o líder responsável pelos atentados de 7 de julho de 2005 em Londres, nos quais bombas foram detonadas em três trens do metrô de Londres e um ônibus no centro de Londres, ataques suicidas, matando 56 pessoas, incluindo os agressores, e ferindo mais de 700. Khan bombardeou o trem Edgware Road, matando a si mesmo e outras seis pessoas.
Em 1 de setembro de 2005, uma fita de vídeo surgiu com Khan. O vídeo, exibido pela Al Jazeera Television, também mostra Ayman al-Zawahiri, que era o líder máximo da Al-Qaeda. Os dois homens não aparecem juntos, e o governo britânico diz que a Al-Qaeda não estava ligada ao atentado. O Ministério do Interior acredita que a fita foi editada após os ataques suicidas e a descarta como evidência do envolvimento da Al-Qaeda. No filme, Khan declara: "Eu e milhares como eu abandonamos tudo pelo que acreditamos" e se refere à sua expectativa de que a mídia já teria pintado um quadro dele de acordo com o "spin" do governo. Ele continua dizendo: "Seus governos democraticamente eleitos continuamente perpetram atrocidades contra meu povo em todo o mundo. Seu apoio o torna diretamente responsável. Estamos em guerra e eu sou um soldado. Agora vocês também vão sentir o gosto da realidade dessa situação".